# Dénia

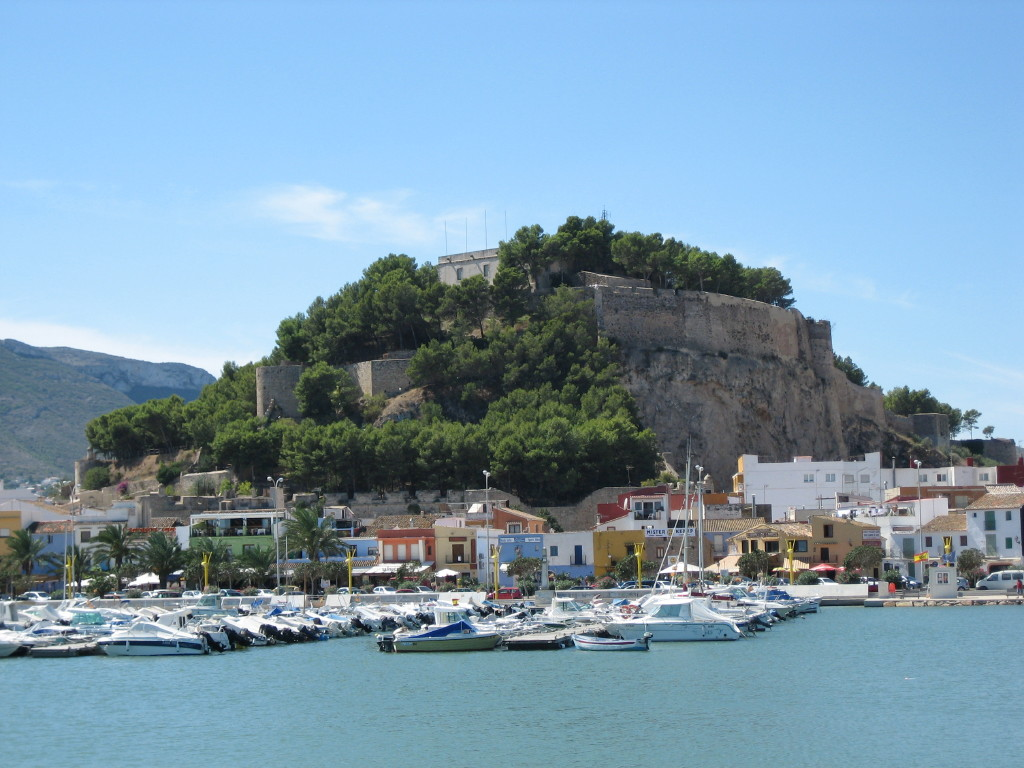
Dénia met daarboven het kasteel

Dénia is een Spaanse gemeente, vissersplaats en badplaats aan de Costa Blanca, en ligt ten noorden van Benidorm. Dénia telt 41.465 inwoners (1 januari 2016) op een oppervlakte van 66 km².

## Geschiedenis
Er zijn bewijzen van menselijke bewoning in het gebied gedurende de prehistorie en er zijn aanzienlijke Iberische ruïnes op de heuvels in de buurt. In de 4e eeuw voor Christus was het een Griekse kolonie van Marseille of Empúries die wordt genoemd door Strabo als Hemeroscòpion. Het was een bondgenoot van de Romeinse republiek tijdens de Punische oorlogen en werd later Romeins bezit onder de naam Dianum. In de 1e eeuw v.Chr vestigde Quintus Sertorius er een marinebasis.
In 636-696, tijdens het Visigotische koninkrijk Iberia, was het de zetel van een bisschop. Na de islamitische verovering van Iberia en de ontbinding van het kalifaat Córdoba, werd Denia, toen bekend als Deniyya, de hoofdstad van een koninkrijk dat als taifa regeerde over een deel van de Valenciaanse kust en Ibiza. Het verloor zijn onafhankelijkheid in 1076, toen het werd veroverd door de heer van Zaragoza. In 1091 kwam het onder bestuur van de Almoraviden. De islamitische Arabieren zijn de oorspronkelijk bouwers van het gefortificeerde kasteel. De Fransen, die de stad voor vier jaar bezetten tijdens de Spaanse Successieoorlog in het begin van de 18e eeuw, herbouwden het.
Dénia werd heroverd door de christenen in 1244. Na de verdrijving van de moslimbevolking bleef de stad aanvankelijk bijna onbewoond. In 1298 werd het een leengoed van de Valenciaanse regering en opnieuw bevolkt. De familie de Sandoval kwam in 1431 in het bezit van de stad die in 1455 werd teruggebracht onder de Aragonese kroon. Als markizaat kreeg Dénia in 1487 veel privileges dankzij Francisco Gómez de Sandoval y Rojas, hertog van Lerma en favoriet van Philip III. Het onderging een volgende periode van verval vanaf 1609, na het decreet tot uitzetting van de Moriscos. Vijfentwintigduizend mensen verlieten toen het markizaat, waardoor de lokale economie vrijwel totaal verviel.
Het gebied kwam opnieuw onder de Spaanse kroon in 1803, waarna Dénia een steeds belangrijker rol als handelshaven kreeg. Een gemeenschap van Engelse rozijnenhandelaren woonde in Dénia van 1800 tot aan de late jaren 1930. Na de Tweede Wereldoorlog bood de badplaats een luxe verblijfplaats voor gevluchte Duitse Nazi's onder bescherming van de regering-Franco.
In Dénia overwinteren veel Nederlanders en in de zomer is het een populaire vakantiebestemming. Langs de boulevard vindt men winkels, restaurants en een markt. Ook zijn er brede stranden (o.a. playa de Marines). Nabij de boulevard bevinden zich twee jachthavens. Ook vertrekt vanaf hier de boot naar de Balearen (Ibiza, Mallorca en Menorca).

## Demografische ontwikkeling
Bron: INE; 1857-2011: volkstellingen

## Bezienswaardigheden
- Het kasteel van Dénia is een 12e-eeuwse Moorse burcht. Vanaf de top van dit kasteel is er een prachtig panorama over de stad en de Middellandse Zee. Bij dit kasteel een archeologisch museum met voorwerpen uit de vroegste geschiedenis van Dénia.
- De 16e-eeuwse scheepswerf 'Les Drassanes' bij de haven (gerenoveerd in de 18e eeuw)
- De 16e-eeuwse 'Torre Del Gerro', een wachttoren 5 km ten zuiden van de stad, die onderdeel vormde van de verdediging tegen de Barbarijse zeerovers
- Ayuntamiento de Dénia, het stadhuis in een neoclassicistische bouwstijl.
- Het Montgómassief

Dénia heeft twee historische kerken in het oude centrum, te weten:
-  Iglesia San Antonio, gebouwd in de eerste helft van de 17de eeuw. Bij deze kerk een klooster.
-  Iglesia de la Asunción of Kerk van Maria Hemelvaart, een 18de-eeuwse kerk, gebouwd in Barokstijl. Deze kerk bevindt zich nabij het kasteel.

## Geboren
- Pepelu (1998), voetballer

## Overleden
- Ibn al-Saffar (-1035), Spaans-Arabisch astronoom
- Willem Ruis (1945-1986), Nederlands tv-presentator